# نهاية سعيدة

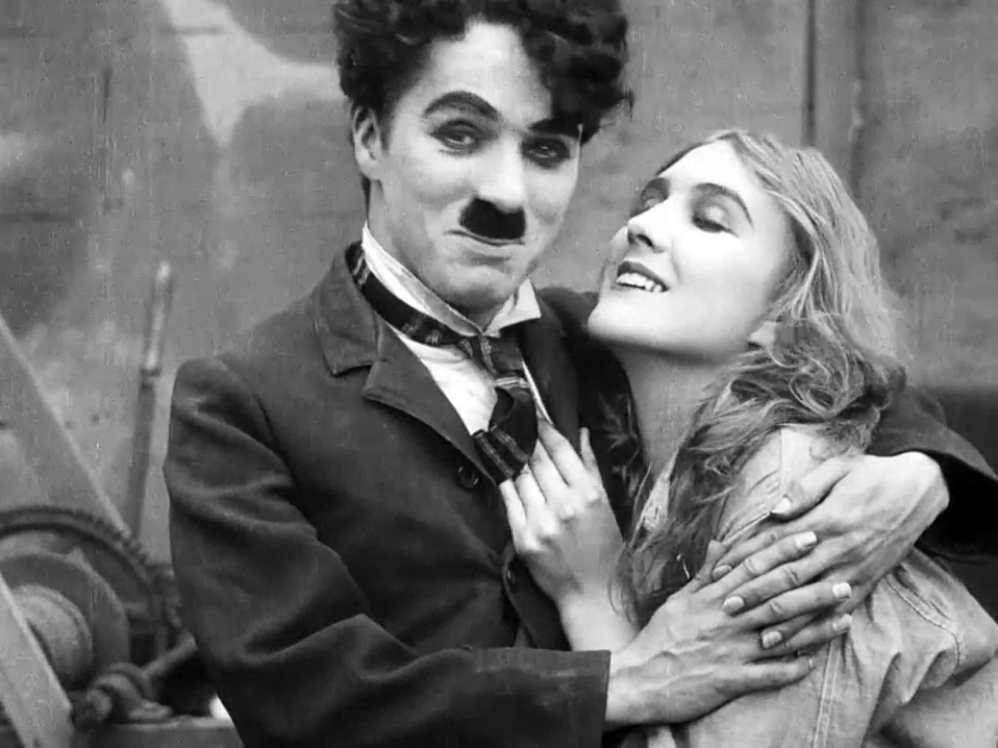
نهاية سعيدة

تُعرف نهاية سعيدة بأنها نهاية حبكة عمل روائي حين يتحول كل شيء تقريبًا إلى الأفضل، بالنسبة إلى الأبطال الرئيسيين وأصحابهم، بينما يُهزم الأشرار/ الخصوم الرئيسيون.
في قصص الأحداث، حين يكون الأبطال في خطر جسدي، تتكون النهاية السعيدة بنحو أساسي من بقائهم على قيد الحياة، وإكمال السعي أو المهمة بنجاح. حين لا يوجد خطر جسدي، قد تكون النهاية السعيدة هي قيام العشاق بإتمام حبهم على الرغم من العوامل المختلفة التي قد تكون أحبطته. يجمع عدد كبير من القصص بين كلتا الحالتين. في نسخة ستيفن سبيلبرغ من «حرب العوالم»، تتكون النهاية السعيدة من ثلاثة عناصر متميزة: جميع الأبطال ينجون من مخاطر رحلتهم التي لا تعد ولا تحصى، والبشرية تنجو من الغزو الفضائي، ويستعيد الأب البطل احترام أبنائه المبعدين. بُنيَت الحبكة بحيث تكون الأمور الثلاثة ضرورية لشعور الجمهور بالرضا في النهاية.
تتجسد النهاية السعيدة في عبارة نهاية الحكاية الخيالية القياسية: «في سعادة أبدية بعد ذلك»، أو «وعاشوا بسعادة وهناء منذ ذلك الحين». قصص ألف ليلة وليلة لديها الصيغة الأكثر تقييدًا «عاشوا بسعادة حتى أتاهم هادم المسرات» (أي الموت)، وبالمثل، تنتهي النسخ الروسية من القصص الخيالية عادةً بـ «عاشوا طويلًا سعداء، وتوفيا معًا في اليوم نفسه». النهايات السعيدة المرضية تسعد القارئ أيضًا، إذ تُكافأ الشخصيات التي يتعاطفون معها. ومع ذلك، يمكن أن يكون هذا أيضًا بمثابة مسار مفتوح لتتمة محتملة. على سبيل المثال، في فيلم حرب النجوم عام 1977، هزم لوك سكاي ووكر إمبراطورية المجرة بتدمير نجمة الموت. ومع ذلك، فإن النهاية السعيدة للقصة لها عواقب تلي ذلك في فيلم الإمبراطورية تعيد الضربات. طُرِح مفهوم النهاية السعيدة الدائمة بصفة خاصة في رواية ستيفن كينج الخيالية/ الحكاية الخيالية «عينا التنين»، التي لها نهاية قياسية جيدة لهذا النوع، ولكنها تنص ببساطة على أنه «وجدت أيام جيدة وأيام سيئة»، بعد ذلك.

## المميزات
تتطلب النهاية السعيدة فقط أن تكون الشخصيات الرئيسية على ما يرام. يمكن أن يموت الملايين من شخصيات الخلفية البريئين، ولكن طالما بقيت الشخصيات التي يهتم بها القارئ/ المشاهد/ الجمهور على قيد الحياة، يمكن أن تظل نهاية سعيدة. يعلق روجر إيبرت في مراجعته لفيلم رولاند إمريش «اليوم بعد الغد»: «ربما مات المليارات من الناس، ولكن الشخصيات الرئيسية على الأقل قد نجت. دُمِرت لوس أنجلوس بسبب الأعاصير المتعددة، ودُفنت نيويورك تحت الجليد والثلج، والمملكة المتحدة تجمدت بسرعة، قُضِي على جزء كبير من نصف الكرة الشمالي تمامًا. الحمد لله على نجاة جاك، وسام، ولورا، وجيسون، والدكتور لوسي هول، جنبًا إلى جنب مع مريض السرطان الصغير للدكتور هول».

## الأمثلة

### وليام شكسبير
يعد وجود النهاية السعيدة أحد النقاط الرئيسة التي تميز الميلودراما عن المأساة. في فترات معينة، كانت نهايات المآسي التقليدية، مثل مسرحية ماكبث أو أوديب ملكًا، إذ ينتهي الأمر بمعظم الشخصيات الرئيسية ميتة أو مشوهة أو مخفضة- مكروهةً بنحو فعال. في القرن السابع عشر، سعى المؤلف الأيرلندي ناحوم تيت إلى تحسين مسرحية ويليام شكسبير «الملك لير» في نسخته المعدلة إلى حد كبير، التي نجا فيها لير وتزوجت كورديليا من إدغار. سيطرت نسخة تيت على العروض مدة قرن ونصف، وكادت نسخة شكسبير الأصلية أن تُنسى. حافظ كل من ديفيد جاريك وجون فيليب كيمبل، في أثناء تناول بعض من نص شكسبير الأصلي، على نهاية تيت السعيدة. لعب إدموند كين دور الملك لير مع نهايته المأساوية عام 1823، ولكنه فشل وعاد إلى نسخة تيت المسعدة للجماهير بعد ثلاثة عروض فقط. فقط في عام 1838، نجح ويليام ماكريدي في كوفنت غاردن في استعادة النهاية المأساوية الأصلية لشكسبير، وأصبح ظهور هيلين فوسيت الأخير في دور كورديليا، ميتًا بين ذراعي والدها، أحد أكثر الصور الفيكتورية شهرة، وقًبلَت نهاية المسرحية المأساوية أخيرًا من عامة الناس. لم يجد معظم النقاد اللاحقين تعديلات تيت تحسنًا، ورحبوا باستعادة نسخة شكسبير الأصلية. رُبِطت أيضًا النهايات السعيدة بروميو وجولييت ومسرحية عطيل بالتساوي ودون نجاح دائم.
لا يوجد تعريف مقبول عالميًا لماهية النهاية السعيدة، ويمكن أن تختلف هذه التعريفات إلى حد كبير مع الوقت والاختلافات الثقافية. يمكن تفسير تحويل مسرحية تاجر البندقية إلى إجبار شايلوك على المسيحية أن القصد منه هو أن تكون نهاية سعيدة. بوصفه مسيحيًا، لم يعد بإمكان شايلوك فرض الاهتمام، وسيتراجع عن مخططاته في المسرحية، وينتهي التنافس بينه وبين أنطونيو، ولكن الأهم من ذلك، أن الجمهور المعاصر سيرى تحوُّله مسيحيًا وسيلةً لإنقاذ روحه (راجع الرومان 11: 15). في أوقات لاحقة، عارض اليهود (والمعارضون غير اليهود لمعاداة السامية) بشدة هذه النهاية، معتبرين أنها تصور انتصارًا للظلم والقمع وإرضاءً لتحيزات الجمهور.
بالمثل، بالنسبة إلى جمهور القرن السادس عشر، فإن نهاية مسرحية ترويض النمرة، امرأة مستقلة وحازمة سابقًا تُحطَّم وتصبح خاضعة كليًا لزوجها، ربما يعد بمثابة نهاية سعيدة، التي لا تخضع للمعايير الحالية لمكانة المرأة في المجتمع (شاهد جدل ترويض النمرة - التحيز الجنسي).

### دون جوان
تنتهي معظم تفسيرات أسطورة دون جوان بجر البطل إلى الجحيم، عقابًا على خطاياه العديدة (على سبيل المثال، نهاية دون جيوفاني من موزارت). ومع ذلك، يعتقد خوسيه ثورييا الذي تُعد مسرحيته دون خوان تينوريو عام 1844 النسخة الأكثر شهرة في العالم الناطق بالإسبانية، ويعتقد أن القصة يجب ألا تنتهي بحزن أبدًا، ويجب أن يكون لها دائمًا نهاية سعيدة. في تصوير زوريلا، أُنقِذ دون جوان في اللحظة الأخيرة من لهيب الجحيم من طريق الحب النقي غير الأناني لدونا إينيس، المرأة التي ظلمها ولكنها غفرت له، لقد عقدت صفقة مع الله لتقدم روحها الخالية من اللوم نيابة عن دون جوان، فتخلص دون جوان وتأخذه معها إلى الجنة.